# Репрезентација Шпаније у хокеју на леду
Хокејашка репрезентација Шпаније је национална репрезентација у хокеју на леду која на међународној сцени представља Шпанију.
Репрезентација делује под окриљем Федерације спортова на леду Шпаније (шп. Federación Española de Deportes de Hielo; FEDH) који је пуноправни члан Међународне хокејашке федерације (ИИХФ) од 10. марта 1923. године.
Најбољи резултат на светским првенствима Шпанија је остварила на свом дебитантском СП 1977. где је заузела 22. место (тада трећи ранг такмичења), док је највиши ранг у којем су наступали било такмичење за СП 2011. у првој дивизији (укупно 26. место). Најбољи ренкинг на ранг листи ИИХФ имали су 2011. када су се налазили на 29. месту (на крају 2015. били су 31. место). Репрезентација Шпаније никада није играла на Зимским олимпијским играма.

## Историјат
Шпанија је била једна од првих европских земаља у којима је почео да се игра хокеј на леду. Почетком прошлог века амерички и канадски хокејашки радници су одржавали бројне демонстрационе програме у Мадриду на којима су презентовали правила и начин игре. У то доба је у престоници Шпаније отворена и ледена дворана са вештачким ледом (тек друга у Европи). Почетком 1920-их година у земљи су постојала 4 клуба на чију иницијативу је почетком 1923. основана и национална федерација.
Федерација хокеја на леду Шпаније основана је као подсавез националне Федерације спортова на леду, а пуноправним чланом Међународне хокејашке федерације постаје 10. марта 1923. године.
Током 1970-их година бројни фудбалски клубови су почели да оснивају и хокејашке секције, како у хокеју на леду тако и у хокеју на ролерима. Национална првенства играју се од 1972. године. Највиши ранг такмичења је национална суперлига коју чине од 4 до 6 клубова (у зависности од сезоне).
Земљу на међународној сцени представљају мушка и женска сениорска репрезентација, те мушке јуниорске селекције до 18 и до 20 година. Мушка репрезентација дебитовала је на међународној сцени у утакмици против селекције Белгије играној у Бањер де Лишону у Француској 21. децембра 1923. године. Шпанија је помало изненађујуће добила утакмицу са 6:4. Већ наредне године репрезентација је учествовала и на европском првенству у Милану. Шпанци су на тај турнир отпутовали са само 7 играча, а већ у првом сусрету против Швајцарске повредила су се два играча. Да утакмица не би била прекинута и да би оба тима била у егалу, Швајцарци су добровољно наставили утакмицу са 5 играча (и победили са 12:0). На светским првенствима такмиче се од 1977. године.
Највећи успех у модерној историји репрезентација је остварила освајањем првог места на првенству друге дивизије 2010, што им је следеће године донело до сада једини наступ у првој дивизији светског хокеја. Исте године Шпанија је остварила и свој најбољи пласман на ранг листи ИИХФ (26. место).

## Резултати на светским првенствима
| Год.  | Место        | Пласман | Категорија (група)          |
| ----- | ------------ | ------- | --------------------------- |
| 1977. | Копенхаген   | 22/24   | СП 1977, група Ц            |
| 1978. | Лас Палмас   | 23/24   | СП 1978, група Ц            |
| 1979. | Барселона    | 24/26   | СП 1979, група Ц            |
| 1982. | Хака         | 23/24   | СП 1982, група Ц            |
| 1983. | Будимпешта   | 23/24   | СП 1983, група Ц            |
| 1985. | Шамони       | 24/24   | СП 1985, група Ц            |
| 1986. | Пуихсерда    | 24/26   | СП 1986, група Ц            |
| 1989. | Гел          | 28/29   | СП 1989, група Д            |
| 1990. | Кардиф       | 28/28   | СП 1990, група Д            |
| 1992. | Јоханезбург  | 27/32   | СП 1992, група Ц2           |
| 1993. | Љубљана      | 29/32   | СП 1993, група Ц            |
| 1994. | Барселона    | 29/35   | СП 1994, група Ц2           |
| 1995. | Јоханезбург  | 32/39   | СП 1995, група Ц2           |
| 1996. | Каунас       | 31/36   | СП 1996, група Д            |
| 1997. | Канило       | 31/39   | СП 1997, група Д            |
| 1998. | Будимпешта   | 32/40   | СП 1998, група Ц            |
| 1999. | Кругерсдорп  | 33/41   | СП 1999, група Д            |
| 2000. | Пекинг       | 31/42   | СП 2000, група Ц            |
| 2001. | Махадаонда   | 31/40   | СП 2001, дивизија , група А |
| 2002. | Нови Сад     | 33/40   | СП 2002, дивизија , група Б |
| 2003. | Сеул         | 33/43   | СП 2003. дивизија , група А |
| 2004. | Хака         | 35/45   | СП 2004, дивизија група А   |
| 2005. | Београд      | 37/45   | СП 2005, дивизија , група Б |
| 2006. | Софија       | 37/45   | СП 2006, дивизија група А   |
| 2007. | Загреб       | 34/46   | СП 2007. дивизија , група А |
| 2008. | Њукасл       | 34/46   | СП 2008, дивизија , група Б |
| 2009. | Софија       | 33/46   | СП 2009, дивизија , група Б |
| 2010. | Мексико Сити | 30/48   | СП 2010, дивизија , група А |
| 2011. | Будимпешта   | 26/45   | СП 2011, дивизија , група А |
| 2012. | Рејкјавик    | 30/46   | СП 2012, дивизија , група А |
| 2013. | Загреб       | 34/46   | СП 2013, дивизија , група А |
| 2014. | Хака         | 35/46   | СП 2014, дивизија , група Б |
| 2015. | Рејкјавик    | 32/47   | СП 2015, дивизија , група А |
| 2016. | Хака         | /46     | СП 2016, дивизија , група А |